# 思い出のマーニー
『思い出のマーニー』（おもいでのマーニー、原題：When Marnie Was There）は、イギリスの作家、ジョーン・G・ロビンソンによる児童文学作品。かたくなに心を閉ざした少女アンナが、海辺の村に住む少女マーニーとの交流を通じて心を開いていく様子が描かれる。
初版は1967年にイギリスの出版社コリンズより出版され25万部を売り上げた。1968年にカーネギー賞の最終候補にノミネートされ、1971年にはBBCの長寿番組であるJackanoryでテレビ化され（全5話）、2006年にBBCのラジオ番組として採用された。日本では1980年に岩波少年文庫（岩波書店）より刊行された。

## あらすじ
幼いころに孤児となったアンナは、養女として育てられている。内気で友達ができないアンナは、自分が目に見えない「魔法の輪」の外側にいるのだと感じており、母や祖母が自分を残して死んだことも憎んでいる。養母からは実の子のように思われていると感じていたのだが、養母がアンナの養育費を市から受給しており、それをアンナに隠していると知ると、アンナは養母の愛にまで疑問を感じるようになってしまう。無気力になったアンナは喘息まで患い、療養のために海辺の村で過ごすことになる。
村を訪れたアンナは、入江の畔に「これこそずっと自分が探していたものだ」と直感的に感じる古い無人の屋敷を見つける。"湿地屋敷"と呼ばれるその屋敷を、なぜかアンナは特別な存在だと感じ、この屋敷に住むことになる人は特別な人のはずだと夢見るようになる。屋敷は長いこと無人だったはずだが、屋敷に長く住むという不思議な少女マーニーとアンナは出会う。マーニーを「まさしく自分のような子」だと感じたアンナは、彼女と友達になり、悩んでいた養育費のことも打ち明けるようになる。アンナは、恵まれた子だと思っていたマーニーが孤独を感じていることも知り、やがて友情を深めた二人は永遠に友達でいる誓いを立てる。
ある日アンナは、マーニーが小さなころに風車小屋に閉じ込められそうになったことがあり、それからは風車小屋を恐れ続けていることを知る。その日の夕方にアンナが風車小屋を見にいくと、中にはすでにマーニーがいた。マーニーは勇敢になろうと思って風車小屋の二階に登ったが、怖くて梯子を降りられなくなったのだという。風雨の音に怯えたマーニーは、その後も動けず、日も暮れてしまい、疲れ果てた二人は風車小屋で寝てしまう。すると誰かがマーニーを迎えにきたような気配があり、アンナが目を覚ますと真っ暗な風車小屋にはアンナだけが取り残されていた。アンナは、初めてできた親友に裏切られたと激しく怒り、悲しんだが、アンナが湿地屋敷へ行くと、窓の内側にいるマーニーから突然の別れを告げられる。マーニーは部屋に閉じ込められており、明日になるとどこかに連れていかれるのだという。マーニーが、アンナが大好きだ、置き去りにするつもりはなかったと叫ぶと、アンナは、やはりマーニーは自分を大好きなのだと感じて彼女を許し、マーニーが大好きだ、絶対に忘れないと叫び返す。激しい雨が降り、窓の向こうにいるマーニーは見えなくなる。するとアンナには、まるで屋敷が最初から無人であったかのように見えた。
マーニーと別れたあとのアンナは、少しずつ人に心を開くようになり、湿地屋敷に引っ越してきたリンジー家の人々と友人になる。マーニーのことは自分が想像で作り上げた友達だと思うようになっていたが、アンナはリンジー家の少女から、アンナの"秘密の名前"を砂浜に書いたので見てほしいと言われる。アンナが見にいくと、そこには「マーニー」と書かれていた。少女は湿地屋敷でマーニーの日記を見つけており、引っ越してくる前にアンナが屋敷の門から出てくるところを見たことがあったので、日記を書いたのはアンナだと思い込んでいたのだ。不思議なことにマーニーの日記は50年も前のものだった。少女の母であるミセス・リンジーは、湿地屋敷のことを昔から知っている老婦人のギリーならば、すべての答えを知っているかもしれないという。
その後、アンナの養母が村を訪れ、アンナに養育費のことを打ち明ける。彼女はお金をもらっていることでアンナが傷つくかもしれないと恐れ、アンナには黙っていたのだという。アンナは大きな心の荷を降ろし、いつしか自分でも知らないうちに、母と祖母への憎しみが自分の心から消え去っていたことにも気づく。
後日、アンナたちが老婦人のギリーにマーニーの日記を見せると、彼女は湿地屋敷に住んでいたというマーニーの過去を語り始める。大人になったマーニーは結婚して娘が産まれ、孫娘もできたが、マーニーの娘は交通事故で亡くなり、マーニーも孫娘を引き取ってからすぐに亡くなったのだという。その話を聞いたミセス・リンジーは、その孫娘とはアンナのことではないかと思いあたる。ギリーの話が、アンナの養母から聞かされていた、幼き日のアンナの話と一致したのだ。孤児院に入れられたアンナは湿地屋敷の写真を持っており、その写真から手を離そうとはしなかったという。
アンナはリンジー家のような大家族の子供ですら、時々「輪」の外側にいると感じていることに気づく。それは、近くに誰かがいるかどうかとは関係がなく、心の中の問題だったのだ。ミセス・リンジーは、雨の日にずぶ濡れで屋敷の中に入ってきたアンナを見て、こんな日に外にいたのかと驚く。するとアンナは、自分はもう「中」にいるのだと言って笑うのだった。

## 作品背景・モデル

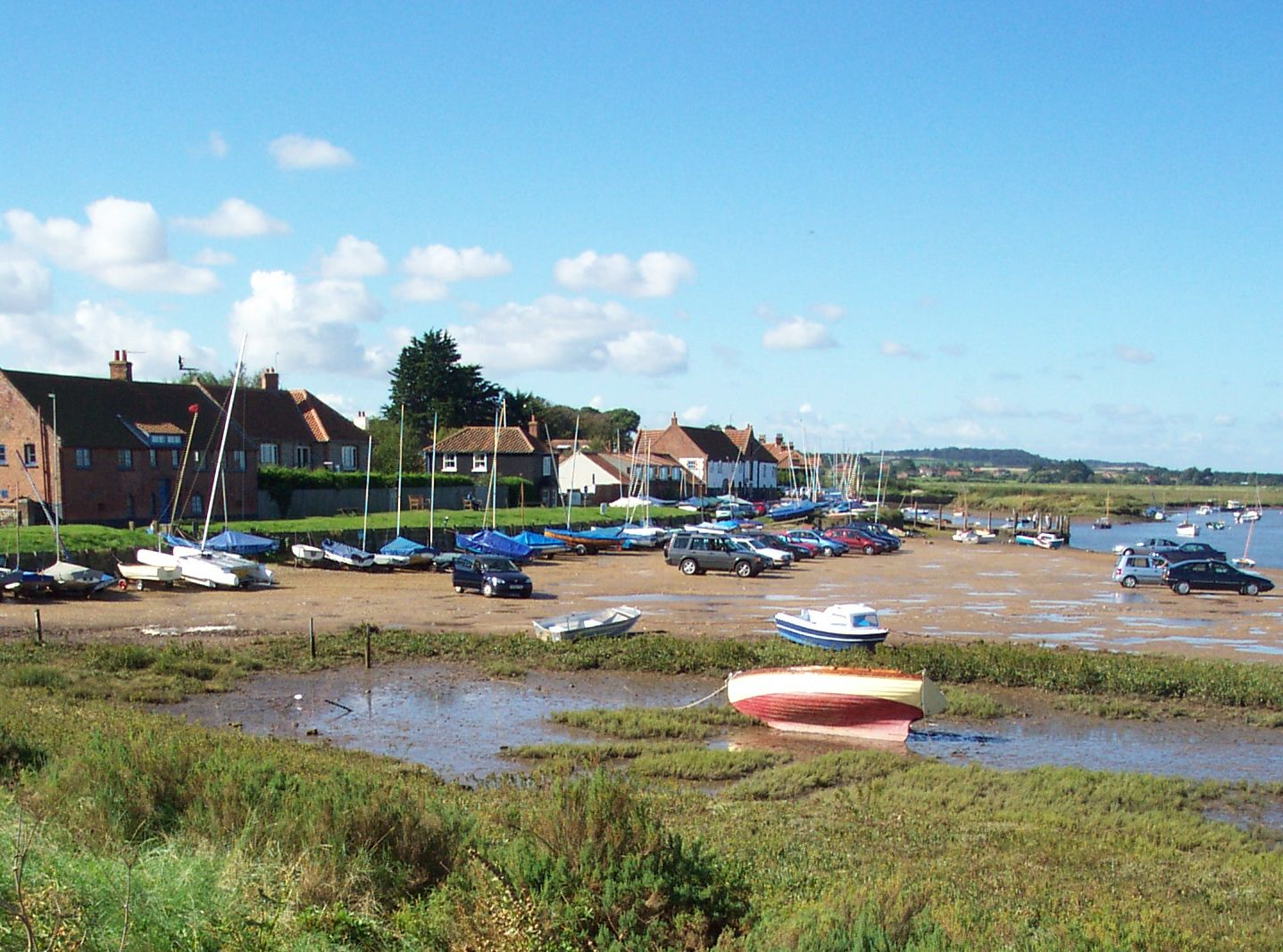
リトル・オーバートンのモデルとなったバーナム・オーヴァリー。一番左の青い窓をもつ建物が湿地屋敷のモデル。

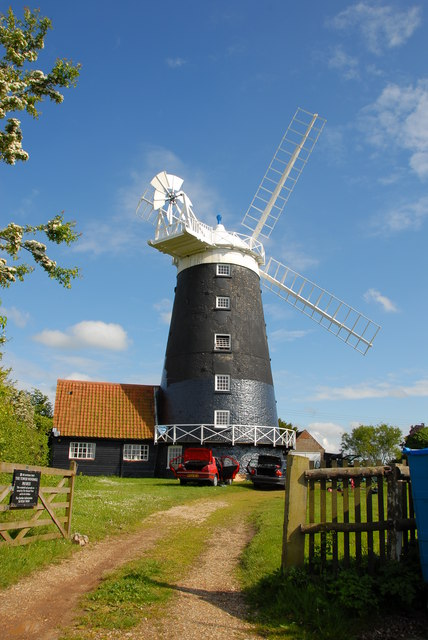
作中でマーニーが恐れている風車小屋。1816年建設。以前は小麦粉をひいていたが、2014年現在はコテージとして利用されている。

この小説の舞台は、イングランドのノーフォーク州にある海辺の村リトル・オーバートンであるが、この村は実在せず、同じくノーフォーク州にある海辺の村バーナム・オーヴァリーがモデルとなっている。作者のジョーン・G・ロビンソンは生涯を通じてノーフォーク州との結びつきが強かったが、特に1950年からはバーナム・オーヴァリーとの結びつきが強くなり、ジョーンと家族は毎年夏をその地で過ごした。この小説の着想もジョーンがこの海辺の村で体験したことが元になっている。
ある日の夕方、ジョーンが湿地の小道を通っていると、青い窓とドアを持つレンガ造りの屋敷が湿地の畔に見えた。しかし少し目を離してから再び彼女が振り返ると、その屋敷は景色に溶け込み、まるで消えてしまったかのように思えた。そして数分後に夕日が再び屋敷を照らし出すと、金色の髪を梳かしてもらう少女の姿が、その窓の中に見えたという。この不思議な体験から着想を得たジョーンは、夏の間に何冊かのノートにアイディアをまとめ、その後約18か月をかけて小説を完成させた。
ジョーンの長女であるDeborah Sheppardは、主人公アンナの描写（ふつうの顔、輪の外側にいること）にはジョーンの子供時代の記憶が色濃く反映されていると語っている。彼女によると、ジョーンの母（Deborahの祖母）は非常に厳しい人で、ジョーンは愛に飢えた子供時代を過ごしたという。また中央大学の名誉教授である池田正孝が1990年代末ごろにBunham Overyの民宿で聞いた話によると、ジョーンは毎夏2人の娘を伴ってBunham Overyを訪れていたが、下の娘はアンナのような境遇の養女だったという。

## 登場人物
アンナ（Anna）
本作の主人公。ミセス・プレストンの養子でロンドンに住む、黒髪で色白な少女。
生まれた直後に両親が離婚して父がいなくなり、母も交通事故で失う。祖母に育てられたが、三歳ごろのときに祖母も病死してしまい、孤児院に入れられ、その数年後にプレストン夫妻に引き取られた。
母や祖母が自分を残して死んだことを恨んでおり、そのためミセス・プレストンが母や祖母の話をしようとしても聞こうとはしない。変わり者扱いされており、人と仲良くなろうとしても相手のほうがすぐにアンナから興味をなくしてしまい友達ができない。その原因を自分が目に見えない魔法の輪の外側にいるからだと考えており、その失望を作り物の表情である「ふつうの顔」をして隠そうとする。
養親のミセス・プレストンのことを愛しており、自分のことを実の子供のように思ってくれていると感じていたが、少し前にミセス・プレストンがアンナの養育費を市から受給していることを隠していると知ると、愛の純粋さに疑問を持つようになった。それに端して無気力になり、半年前からミセス・プレストンや担任の教師から「やろうとすらしない」と言われ続けている。最近では一日のほとんどを何も考えずに過ごすようになり、友達ができないことも気にしなくなった。喘息の転地療養で訪れたリトル・オーバートンでも孤独を深めたが、そこで運命的に出会った湿地屋敷を特別な存在だと感じ、この屋敷に住むことになる家族は特別な人のはずだと夢見るようになる。
マーニー（Marnie）
本名はマリアン（Marian）。淡い金髪と海の色の目を持つ、湿地屋敷に住む裕福な家庭の一人娘。
無人のはずだった湿地屋敷に突然現れたが、本人はなぜか「生まれてこのかた夏はいつだってここ」と話す。村の子供と遊ぶことは禁じられており、湿地を訪れたアンナと友達になりたいと思っていた。
両親をこの上なく誇りに思い自慢しているが、両親からはほったらかしにされており、世話は婆やとメイドにまかせっぱなしにされている。小さいころに躾と称して婆やたちに風車小屋へ閉じ込められそうになったことがあり、それからは風車小屋を恐れている。
アンナと親友になり一生友達でいる誓いを立てたが、嵐の夜にアンナを風車小屋に置き去りにしてしまい、後日湿地屋敷を訪れたアンナに許しを求めながら豪雨に打たれた窓の中に消えてしまう。
ナンシー・プレストン（Nancy Preston）
アンナの養母。いつも不安そうな顔をした女性。
夫・スタンリーと銀行員の息子・レイモンドがおり、アンナからは"おばちゃん"（Auntie）と呼ばれている。
アンナに友達がいないことや「やろうとすらしない」ことを心配しているが、アンナのことを愛して心配するあまり、かえってすれちがいを起こしてしまう。アンナを本当の娘だと思えるように、アンナを引き取るときに名前をマリアンナからアンナに変えた。
スーザン・ペグ（Susan Pegg）
ミセス・プレストンの昔なじみ。リトル・オーバトンに住む丸顔で大柄な女性。子供はいない。
喘息の転地療養としてアンナを預かることをミセス・プレストンから引き受ける。
アンナがサンドラと喧嘩したことをミセス・スタッブズから責められても、アンナのことを「金のように良い子（as good as gold）」だと言ってかばう優しい女性だが、時としてアンナをしかることもある。
サム・ペグ（Sam Pegg）
スーザンの夫。日焼けしてしわのある顔に青い目とぼさぼさの眉毛を持つ男性。
スーザンと同じくアンナには優しい。
ワンタメニー・ウェスト（Wuntermenny West）
寡黙な漁師。小柄で背が曲がり、しわだらけのやせた顔をした老人。
アンナをよくボートに乗せてくれるが会話はほとんどない。
11番目の子供として生まれたが、母から「この子はあまりんぼだ（one-too-many）」と言われ、以後ワンタメニーと呼ばれるようになる。
アンナがマーニーと別れた直後に、増水した入江でアンナが死にかけていたところを救い出した。
サンドラ（Sandra）
ペグ家の近所に住む色白でどっしりとした少女。スーザンからは「行儀のいい上品なお嬢ちゃん」と呼ばれている。
母に連れられてペグ家を訪れアンナとトランプで遊ぶが、ズルをしたためアンナから嫌われ無視されてしまう。しかし本人は当初アンナと友達になりたいと思い、一番いい服を着てペグ家を訪れていた。ペグ家から帰ったあとでアンナのことを「不細工なでくのぼう」だと陰口を言うが、後日アンナからは「太ったブタ」と言われてしまう。
ミセス・スタッブズ（Mrs Stubbs）
サンドラの母。黒い目をした大柄な女性でスーザンの友人。
娘のサンドラをつれてペグ家へ遊びにいくが、アンナとサンドラがけんかをしたことを知ると、それをスーザンに言いつける。
ミスター・リンジー（Mr Lindsay）
マーニーが去ったあとに湿地屋敷を別荘として購入したリンジー家の父。口数が少ない学者。
本人は仕事で忙しいため平日は湿地屋敷にはおらず週末にときどき帰ってくる。アンナがボートの錨を盗んだと知ったあとでも、アンナを信じて思いやる優しさを見せる。
ミセス・リンジー（Mrs Lidsay）
リンジー家の母。灰色の目で、顔は娘のジェーンそっくりだが少しふっくらしている。
堅苦しい態度はとらず自然にアンナを受け入れる優しい女性。
アンドリュー（Andrew）
リンジー家の長男。14歳くらい。
最初リンジー兄弟を恐れて逃げ回っていたアンナを捕まえる。
ジェーン（Jane）
リンジー家の長女。金髪をお下げにしている、大人っぽくてかしこそうな少女。
末弟のローリーポーリーの面倒を良く見る。
プリシラ（Pricilla）
リンジー家の次女。愛称はシラ（Scilla）。長い茶色の髪をもつ痩せた少女。アンナより少し年下に見える。
リンジー兄弟の中で最初にアンナを見つけた。
棚の後ろからマーニーの日記を発見し、アンナをマーニーだと思い込む。
マシュー（Matthew）
リンジー家の次男。7歳 - 8歳くらい。ジョークを言うのが好き。
ローリーポーリー（Roly-poly）
リンジー家の三男。本名はローランド（Roland）。
ほとんど赤ちゃんで、かたことの言葉だけを話す。家族の愛を一身に受ける。
ギリー（Gillie）
ミセス・リンジーの古い友人。本名はペネロピ・ギル。背が低くてずんぐりしており、短い白髪がバサバサしている老婆。
画家であり、湿地屋敷の絵を描いているときにアンナと知り合う。
子供のころからのマーニーの友人で、マーニーが死ぬ少し前まで連絡を取っていた。アンナたちの前でマーニーの過去を語る。
マリアンナ（Marianna）
マーニーの母。若くて明るく美しい女性。
夏の間はマーニーの世話を婆やとメイドたちにまかせっきりにしており、自身は湿地屋敷にいることよりもロンドンの自宅にいることが多い。湿地屋敷のパーティーに訪れたアンナからシーラベンダーの花を買う。
マーニーの父
背の高い海軍軍人。作中で名前は明らかにされない。
湿地屋敷のパーティーでアンナに優しい声をかける。第一次大戦中に溺死した。
エドワード（Edward）
マーニーの遠い親戚。金髪で背が高い16歳くらいの少年。マーニーからはいとこのような人だと言われている。
厳しいところがあり、風車小屋を恐れるマーニーを風車小屋に連れていきたがる。のちにマーニーと結婚し一人娘のエズミを授かるがその後亡くなる。
エズミ（Esme）
マーニーとエドワードの一人娘。
第二次世界大戦が始まってからアメリカに疎開させられたが、一人で遠くに追いやられたことを恨み、13歳近くに帰国したときには別人のようになっていた。家出をして母に知らせもせずに若くして結婚する。相手は真っ黒な髪に黒い目をしたハンサムだが責任感のない男性。娘が生まれた直後に離婚し、しばらくして再婚するが新婚旅行で交通事故死する。
ナン（Nan）
湿地屋敷でマーニーの世話をする婆や。
マーニーをいじめており、マーニーを部屋に閉じ込めたり乱暴に髪をとかして痛がらせることがある。
マーニーが小さいときにエティに命じてマーニーを風車小屋に連れていこうとした。マーニーが風車小屋で発見された直後にマーニーをいじめていたことが明らかになり解雇された。
エティ（Etti）
湿地屋敷でマーニーの世話をするメイド。怒りっぽくて人を怖がらせるのが好き。
ナンに命じられてマーニーを風車小屋に連れていこうとしたことがある。
リリィ（Lily）
湿地屋敷でマーニーの世話をするメイド。
優しい女性で、ときどきフライドポテトを作ってマーニーのベッドに持ってきてくれる。
エティとボーイフレンドをめぐって喧嘩をした。

## 書誌情報
以下は日本での翻訳版の情報である。
- 思い出のマーニー 上・下（1980年／1995年改版／2003年改版）、岩波書店〈岩波少年文庫〉、訳・松野正子
- 特装版 思い出のマーニー（2014年）、岩波書店、訳・松野正子（ISBN 978-4-00-025973-6）
  - 特装版はハードカバーで、ロビンソンの長女によるあとがきと河合隼雄による解説「『思い出のマーニー』を読む」[註釈 3]を収録[7]。
- 新訳 思い出のマーニー（2014年）、KADOKAWA〈角川文庫〉、訳・越前敏弥&ないとうふみこ（ISBN 978-4-04-102071-5）
- 新訳 思い出のマーニー（2014年）、KADOKAWA〈角川つばさ文庫〉、訳・越前敏弥&ないとうふみこ、絵・戸部淑（ISBN 978-4-04-631432-1）
- 思い出のマーニー（2014年）、新潮社〈新潮文庫〉、訳・高見浩（ISBN 978-4-10-218551-3）

## アニメ映画
スタジオジブリ制作・米林宏昌監督により長編アニメーション作品として映画化され、2014年7月19日公開。米林にとっては2010年公開の『借りぐらしのアリエッティ』以来、4年ぶりの監督作品。第88回アカデミー賞長編アニメ映画賞にノミネートされている。
アニメ版では舞台を現代日本に置き換え、主人公のアンナは日本人少女の杏奈（あんな）に改変されたが、マーニーの外見は金髪に青い目の白人少女のままである。

### 制作の経緯
2012年、宮崎駿も推薦しているイギリス児童文学の古典的名作『思い出のマーニー』を、米林が鈴木から「これを映画にしてみないか」と手渡されたことから制作が持ち上がる。米林は「『風立ちぬ』『かぐや姫の物語』の両巨匠のあとに、もう一度、子どものためのスタジオジブリ作品を作りたい。この映画を観にきてくれる「杏奈」や「マーニー」の横に座り、そっと寄りそうような映画を、僕は作りたいと思っています」と述べている。
本作は男性の主役級キャラが登場しない初の作品となった。
宮崎駿・高畑勲の2人が一切制作に関わっておらず、プロデューサーの西村義明はスタジオジブリの次代を担うことになる最初の作品になる旨をコメントしている。鈴木敏夫は公開後の8月、スタジオジブリによる長編アニメーション制作を小休止すると語った。その結果、ジブリ製作部門は2014年末をもって解散され、同社を退社した西村義明が2015年4月に新たなる制作会社『スタジオポノック』を設立。以降、米林と西村が手掛ける作品は全て同社から関わることになる。

### 物語の舞台・モデル

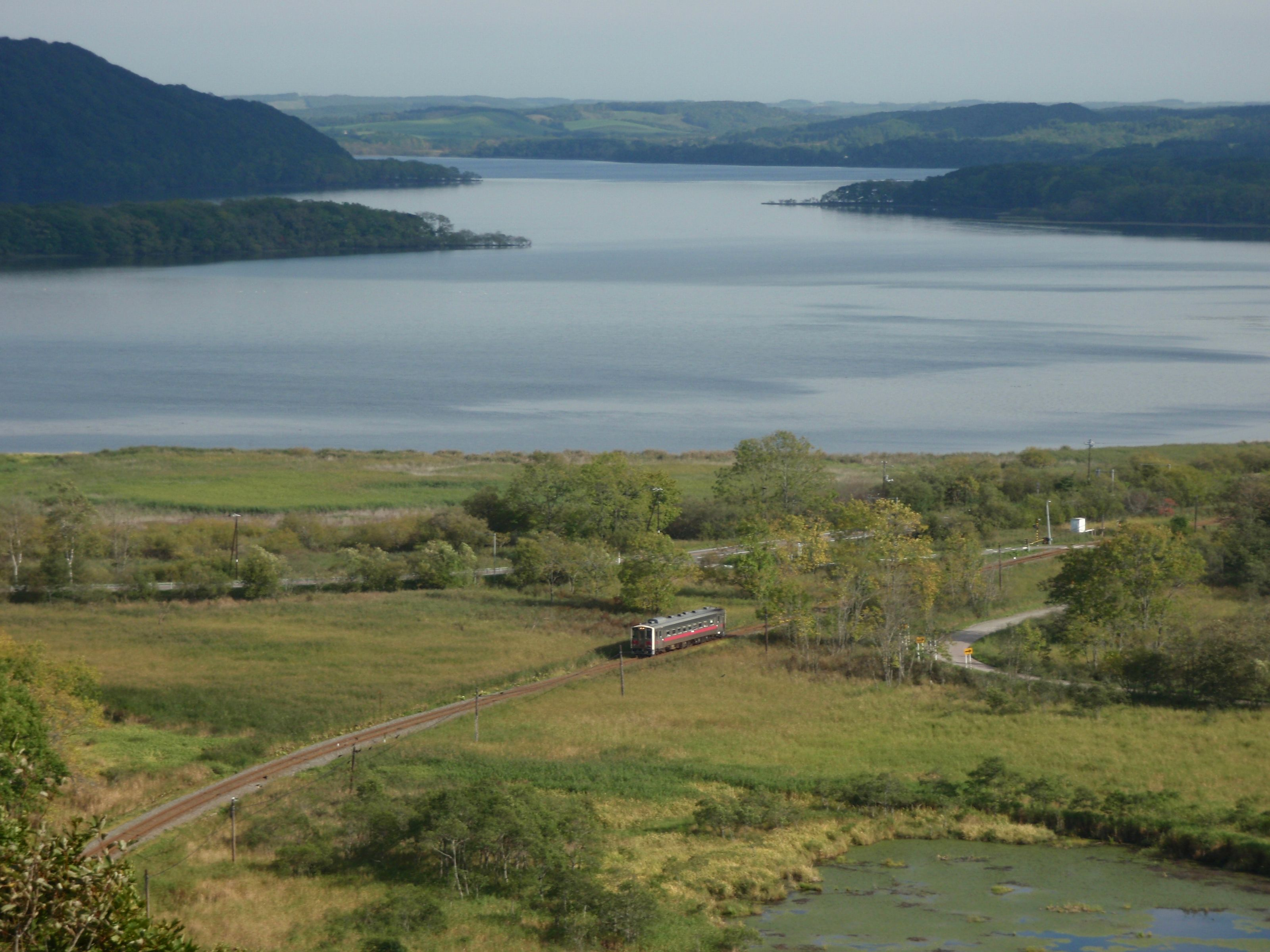
北海道の釧路湿原

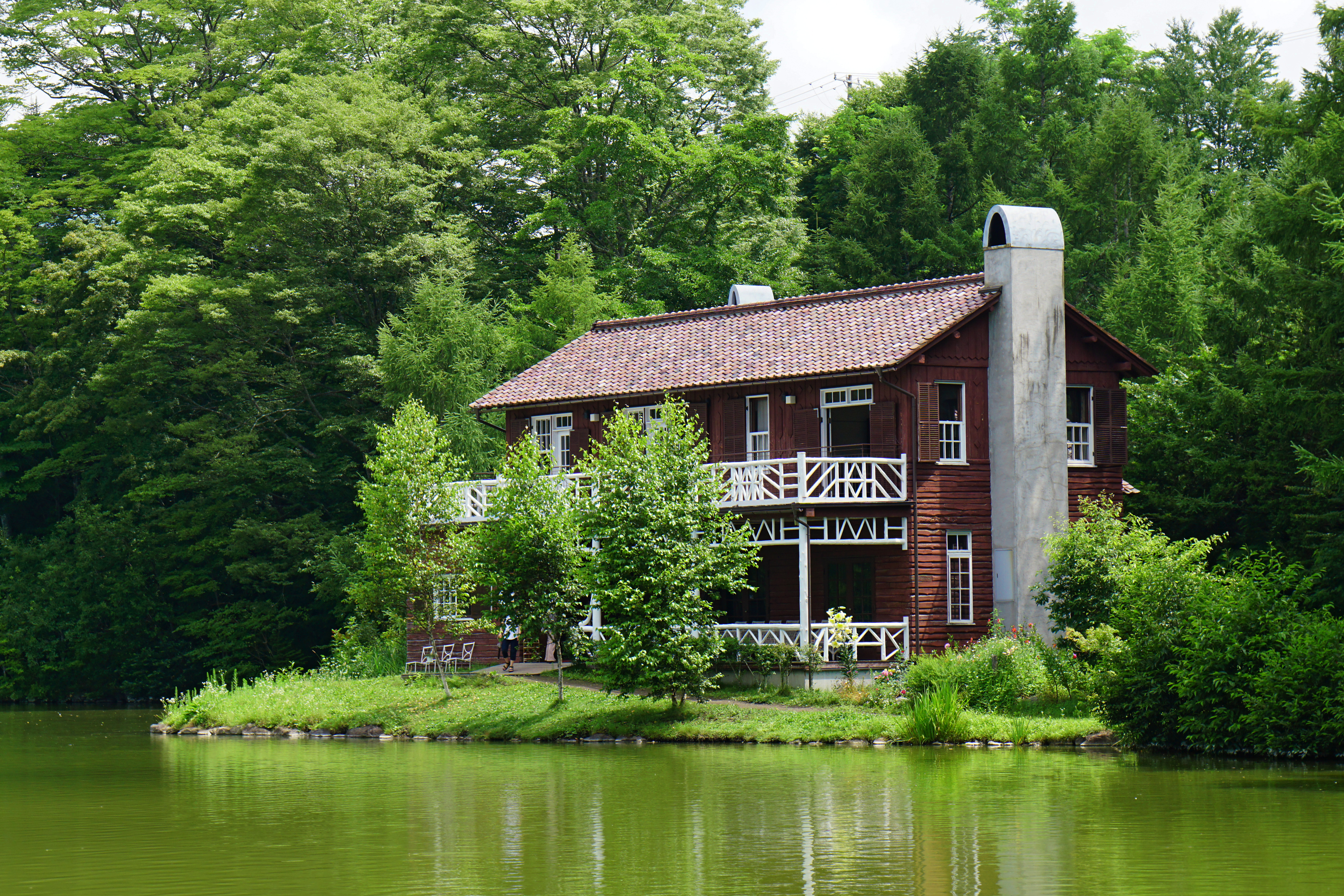
軽井沢の「睡鳩荘」

企画の初期段階の打ち合わせに参加した宮崎は、舞台を瀬戸内海でイメージしていたが、宮崎の描く絵が『崖の上のポニョ』に似ていたため、イメージが違うと米林が舞台を北海道の湿地に決めた。釧路（釧路湿原）・根室・厚岸（藻散布沼）などでロケハンを行い、それらを基にした架空の海辺の町と設定されている。北海道を舞台、モデルにした初のジブリ作品である。米林は「原作に『真珠色の空』という表現がある。本州よりも北海道のひんやりした空がぴったりかなと感じた」と話している。また、マーニーの住む「湿っ地屋敷」は、軽井沢にある別荘「睡鳩荘」（ウィリアム・メレル・ヴォーリズ設計、1931年築）が制作初期におけるイメージスケッチの参考となった。

### キャッチコピー
- この世には目に見えない魔法の輪がある。
- あなたのことが大すき。
- あの入り江で、わたしはあなたを待っている。永久に――

ボツになった本作のキャッチコピーが存在する。auが2014年7月7日に開催した「au lovesジブリ」キャンペーンの記者発表会上で鈴木敏夫は、ボツとなったキャッチコピー案として「ふたりだけの禁じられた遊び」「ふたりだけのいけないこと」があったことを公表し、最終的に「あなたのことが大すき。」というストレートなキャッチコピーに落ち着いたと話した。

### あらすじ
札幌に住む12歳の少女佐々木杏奈は、実の両親と祖父母を幼少期に失い、施設に住んでいたが引き取られ、里親である佐々木頼子に育てられている。しかし、ある出来事から頼子のことを「おばちゃん」と呼び、感情を表に出さなくなっている。ある日、学校の写生の授業でひとりスケッチをしていた杏奈は、持病である喘息の発作を起こし、そのまま早退して主治医の山下医師に診断してもらう。そこへ鞄を届けに来た同級生たちの態度から、頼子は杏奈が学校で孤立していることを察する。不安を隠しきれない頼子に山下医師は、杏奈を環境のいいところでしばらく療養をさせることを提案する。
数日後。夏休みの間だけ、頼子の親戚である大岩清正・セツ夫妻の家で過ごすことになった杏奈は、札幌から特急列車で海辺の田舎町へ向かう。大岩家に着くと、杏奈は荷物の中に複数枚のハガキと「何でもいいので、あったことを書いて下さい」と書かれた頼子からの手紙が入っていることに気づく。仕方なく手紙を書いた杏奈は、ハガキを出すため郵便局へ行くが、人が近づいてくるのを見てその場から走り去る。逃げた先の入り江で、杏奈は古い屋敷を見つけなぜか「知っている気がする」と直感的に感じる｡「湿っ地屋敷（しめっちやしき）」と呼ばれるその廃屋に見えた屋敷は、セツ曰く元外国人別荘で、もう長らく使われていない空き家だというが、杏奈はその後、夢の中で何度も屋敷を訪れ、隅の部屋の中に金髪の少女を目撃する。
翌日、セツの紹介で近所に住む杏奈の一つ年上の信子とともに七夕祭りに参加することになった杏奈だが、内心では余計なおせっかいだといら立っていた。その祭りで、願いごとを書くように渡された短冊に、杏奈は「毎日普通に過ごせますように」と書く。その短冊を見た信子から「普通」の意味を必要以上に聞き立てられたことと、目の色について聞かれた杏奈は腹を立てて思わず、信子に向かって「太っちょ豚」と叫んでしまいハッと我に帰るも、直後に信子から「普通なんてない。周りはあなたが思ってるように見えているだけ」と言われて焦った杏奈は怒りから短冊を払い除け、湿っ地屋敷がある入り江へと逃げ去る。そこにあったボートで屋敷を目指していた杏奈だが、途中でオールが動かなくなってしまう。それを助けたのは、杏奈の夢の中に出てきた少女だった。湿っ地屋敷に住んでいるというその不思議な少女は、自分たちのことを永久に2人だけの秘密にしてほしいと杏奈に懇願する。杏奈も笑顔でそれを引き受け、2人は仲良くなった。それ以来、杏奈はマーニーと名乗るその少女とともにピクニックやパーティーを楽しむ。普段は感情を表に出さない杏奈でも、マーニーといるときだけは表に出すことが出来るのだった。
しかしある日、突然マーニーは杏奈の前から姿を消す。さらに、湿っ地屋敷には東京から新たな住民が引っ越してくる。杏奈は引っ越してきた住人の1人である赤い眼鏡を掛けた好奇心旺盛な少女、彩香から「マーニー」であると勘違いされる。杏奈は、なぜ彩香がマーニーのことを知っているのかと問うと、彩香からこの家で見つけたというマーニーの日記を見せられる。しかし、なぜか日記の一部が破り取られていた。自分が体験したマーニーとの思い出が書かれたその日記を見た杏奈は、マーニーとの約束で「自分とのことは人には話さない」という約束もあり、マーニーのことを自分が想像で作り上げた友達なのだと彩香に言い、自身もそのように思うようになる。
杏奈はマーニーの正体を疑問に思いながらも、ふたたびマーニーと出会い、互いの悩みを打ち明けあう。そして杏奈はマーニーが幼少期のトラウマからサイロを恐れていることを知ると、それを克服するために、嵐が来る中2人でサイロに行く。しかし、その道中でなぜかマーニーは杏奈のことを「和彦」と呼び始める。サイロに入ると間もなく大雨が降り出す。屋根が壊れている為にサイロ内にも雨が降り込み、マーニーは酷く怯えて取り乱す。その間も杏奈のことを「和彦」と呼び、杏奈に指摘されてようやく杏奈だと認識する。サイロの中に入るも、大雨が降り出し、いつしか2人は疲れ果てサイロの中で眠るが、杏奈が目覚めるとそこには既にマーニーの姿は無かった。夜のサイロに置き去りにされてしまった杏奈は怒り悲しみながら、嵐の中を走り続ける。サイロから帰る途中に転んで気を失い、道端で彩香たちに発見されるも、暴風雨の中に長い時間晒され続けていたせいで高熱を出していた。熱に浮かされながら見た夢の中で杏奈はマーニーに再会出来たものの、一方的に突然の別れを告げられることになる。そしてマーニーはサイロで杏奈を置いていかなければならなかった状況（実はあの時、マーニーからも杏奈がサイロから忽然と姿を消したように映っていた）についてを詫び、最後に許して欲しいと涙ながらに懇願した。悪気は無かったのだと悟った杏奈は彼女を許し、永久にマーニーの存在と、彼女と一緒に過ごしたことを忘れないと約束する。するとマーニーは、微笑みながら白い光の中へと消えていった。
サイロのことを何も覚えていない杏奈に、彩香が日記とともに見つけたという「to Marnie from Hisako」と書かれた湿っ地屋敷の絵を見せる。久子とは、以前に杏奈が知り合った画家の老婦人の名だった。杏奈は、マーニーの友人だったという久子の話から、マーニーの生涯を知る。
幼いころから両親や家政婦に冷たく接されていたマーニーは、その後、札幌に移り住み、幼馴染の和彦と結婚した。2年後、一人娘の絵美里が生まれるも和彦が病気で亡くなり、マーニー自身も心身を壊してサナトリウムに入る。そのため絵美里は物心つくころに全寮制の小学校に入れられ、その影響で13歳で戻ってきたときには母のことを恨んでいた。その後、絵美里は家出をし、結婚した彼女は子供を産むが、夫婦揃って交通事故で命を落としてしまう。絵美里の娘は年老いたマーニーが引き取り、たくさんの愛情を注いで育てていたが、翌年にマーニーは絵美里を失ったショックから立ち直れず、病気で亡くなる。
マーニーの生涯を話し終わった久子は､「あなたもマーニーに逢ったのね」と杏奈に囁くのだった。
大岩家に杏奈を迎えにきた頼子は、杏奈の療育費の補助が自治体から出ていることを杏奈に話し、2人は解り合う。そこで杏奈は、頼子から幼い杏奈を引き取る際にずっと大事に握り締めて離さなかった、祖母から渡されたという一枚の古い写真を受け取る。写真の風景には紛れもなく湿っ地屋敷が写っており、その写真の裏に「私の大好きな家 マーニー」と書かれていたことから、マーニーが自分の実の祖母であったことに気がつき、涙を流す。
その後、頼子とともに札幌の自宅へと帰るため、岸崎別駅に向かう車中から、杏奈は湿っ地屋敷の窓から自分に向けて手を振るマーニーの幻影を遠くに見た気がした。
なお、この話の本筋は、幼い頃に祖母（マーニー）から聞かされたマーニー自身の体験談を元にして杏奈自身が想像した空想に入り込みそれを追体験していくことにより、過去のトラウマや心無い周囲の人間たちによって荒みきった杏奈の心の再生を描いている意図があり、決してタイムスリップや心霊現象などのSFではないとする見解が多い。

### 登場人物／声の出演

#### 主要人物
佐々木 杏奈（ささき あんな）
声 - 高月彩良
本作の主人公。
12歳の中学1年生。青みがかった黒い瞳をしている。暗褐色のショートヘアが特徴で、髪が伸びてからは右側を紫色のヘアピンで留めている。
肉親が相次いで亡くなったことから、自分の運命を呪っているところがある。また、祖母の葬儀の場にて自分の養育を嫌がり、面倒ごとを押しつけ合おうとする親戚一同の姿を見たことが軽いトラウマになっており､『自分はいらない子』という思いが常に心の中にある。頼子は育ての母親であるが血のつながりはなく、最初は仲がよかったものの「ある出来事（下記参照）」が原因で、現在は壁ができている。喘息を患っており、授業に支障が出るほどだった。そのため、療養のため夏休みの間だけ親戚である大岩清正・セツ夫妻の自宅がある道内の田舎町に赴く。
絵を描くのが趣味で、作中でも時折ノートを持ち歩いては風景をスケッチしているが、人物画はまったくといっていいほど描かない。また、偶然頼子が自治体から自分に関する給付金を支給してもらっていること、それを自分に隠していたことを知ってショックを受け、その後、何も知らない頼子が色鉛筆を買ってきたことから、杏奈が描く絵はすべて白黒の鉛筆画ばかりである。しかし、マーニーと出会ってからは彼女の絵を描くようになり、彩色もするようになる。
マーニー
声 - 有村架純
本作のもう一人の主人公。
大岩家の近くに建つ湿っ地（しめっち）屋敷に住んでいる。しかし、どうみてもここ何年間は誰も住んでいない屋敷であるため、周囲の人間は誰も彼女のことを知らないという不思議な少女。金髪で青い目をした西洋人風の少女だが、日本に住んでいるためか日本語が堪能で、漢字を使った日本語の文章も書きこなせる。
その正体は杏奈の祖母。幼少期は両親からはほったらかされたうえに使用人たちからいじめられ、成人後も夫の和彦に先立たれ、諸事情から離れて暮らした一人娘の絵美里とは和解しないまま死別、さらに引き取った孫娘の杏奈ともたった一年しかともにいられなかったという波瀾万丈な人生を送っているが、常に笑顔を絶やさずに前だけを見続け、「幼い杏奈にもそんな自分の血が流れているのだから、たとえどんなことがあっても明るく頑張って生きてほしい」と説いた。

#### 札幌の住民
佐々木 頼子（ささき よりこ）
声 - 松嶋菜々子
杏奈の養母。夫とともに札幌でマンション暮らしをしている（夫は出張中で写真のみの登場）。
杏奈のことを愛しており、彼女の幼少期は仲のいい親子だったのだが、自治体からの給付金のことを、罪悪感と傷つけたくなかったことから長らく杏奈に黙っていたため壁が出来てしまい、「お母さん」ではなく「おばちゃん」と呼ばれている。また、彼女に対し心配症すぎるところもあり、セツからもたびたび見咎められている。
終盤で杏奈を迎えに来た際に、これ以上隠すのはよくないと思いすべてを打ち明ける。そして、お金をもらっていようといまいと関係なく、夫婦で杏奈を娘として大切に思っていると伝えたことで和解。その後、杏奈から久子に母だと紹介されたことで涙ぐみながらも喜んでいた。
山下医師
声 - 大泉洋
杏奈の主治医。
療養の一環として、杏奈を空気が綺麗で環境のいいところで過ごさせるよう頼子に提案する。
佐々木家の事情をよく知っているため、頼子のよき相談相手でもある。
美術教師
声 - 森崎博之
杏奈が通う学校の美術担当の教師。
みよ子（みよこ）
声 - 白石晴香
杏奈の同級生。
善良な性格で礼儀正しく、クラスメイトとは違い、杏奈の陰口を叩かず、むしろ、そんなクラスメイトを注意していた。
杏奈の自宅の近くに住んでおり、発作で早退した杏奈の鞄を届けに来た。

#### 療養先の住民
大岩 清正（おおいわ きよまさ）
声 - 寺島進
セツの夫で木工職人。怖い話が好き。
十一を「いいヤツなんだよ」と評する数少ない理解者の一人。
大岩 セツ（おおいわ セツ）
声 - 根岸季衣
清正の妻で頼子の親戚。
夫との仲は良好であるが、人遣いが荒いとぼやくことがある。
娘がいるが独立して家を出ているため、杏奈のことは娘が帰ってきてくれたように感じており、実の娘のようにかわいがり、何があっても信頼する。
彩香（さやか）
声 - 杉咲花
東京から転居してきた、赤い眼鏡がトレードマークの11歳の少女。明るく好奇心旺盛で、夢想家。
ある理由から杏奈がマーニーだと思い、杏奈に話しかけ、それ以来気にかけている。
武（たけし）
声 - 石井マーク
彩香の兄。
妹思いの優しい性格で、彩香と一緒にサイロへ向かう途中高熱で倒れていた杏奈を見つけ介抱する。
久子（ひさこ）
声 - 黒木瞳
よく湿っ地屋敷の絵を描いている老婦人。苗字は不詳。
湿っ地屋敷について何か知っているらしい。実はマーニーとは子供時代からの友人の間柄で、マーニーが歩んだ人生を杏奈と彩香に話すことになる。
信子（のぶこ）
声 - 頼経明子
海辺の町の住民。13歳。ぽっちゃりとした体型で気さくな性格。学校では委員長を務めており、リーダー的存在。何度か杏奈を見かけている。
素っ気ない態度の杏奈に過剰に接したことで「太っちょ豚」と罵倒されるが、終盤では杏奈の謝罪の言葉に「来年はゴミ拾いしなさいね」とつっけんどんながらも声をかけている。
角屋夫人
声 - 不明
信子の母。真面目な性格だが、娘に対しては少々過保護気味。大きな日本家屋に住んでいる。
十一（といち）
声 - 安田顕
白いひげを蓄えた老人。
口数が非常に少なく、10年に一度しか喋らないと噂されている。その性格から親しい友人は少なく、近所の子供たちからもからかわれている。名前の由来は、11人兄弟の末っ子だから。
満潮になり湿っ地屋敷で立ち往生していた杏奈を見つけ、ボートで岸まで乗せていってくれた。
マーニーのことも知っており、彼女を「青い窓に閉じ込められたかわいそうな少女」と言っている。
町内会役員
声 - 音尾琢真
海辺町の町内会役員。
郵便局前に倒れていた杏奈を大岩家まで送った。

#### マーニーの関係者
老婦人（晩年のマーニー）
声 - 森山良子
久子の回想話の中に登場する人物。実はかつて湿っ地屋敷に暮らしたマーニー本人である。
夫の和彦を亡くしたショックから身体を壊してサナトリウムに入り、その事情から絵美里を全寮制に行かせていたが、親の愛情に飢えていた絵美里から反感を買うことになり、疎遠になってしまう。
絵美里の死後、一人残された孫の杏奈を引き取り愛情を注いで育てるが、1年しかともに過ごすことができず、杏奈が2歳のときに病気で亡くなった。
ばあや
声 - 吉行和子
マーニーが住んでいる湿っ地屋敷の老家政婦。規律に厳しい。普段はマーニーを「お嬢様」と呼ぶが、怒ると呼び捨てで呼ぶ。
実は部下にあたるメイドのねえや（双子）とともに半ばマーニーをいじめるような行為を繰り返していた。
マーニーの母
声 - 甲斐田裕子
日本人らしき黒髪黒眼のモダンな婦人。
マーニーの育児をばあやたちに任せ、自分は旅行などの遊行にふけっていた。和彦の死去時にはすでに故人。
マーニーの父
声 - 戸次重幸
金髪碧眼の外国人の紳士で湿っ地屋敷の主人。仕事で家をほとんど空けている。
マーニーのキノコの知識は彼からのもの。和彦の死去時にはすでに故人。
和彦（かずひこ）
声 - 平野潤也
マーニーの幼馴染で、杏奈の祖父にあたる。
孤独なマーニーを支え、後に結婚、娘の絵美里をもうけるが、若くして病気でこの世を去った。
絵美里（えみり）
声 - 石山蓮華
マーニーと和彦の娘で、杏奈の実母。
和彦の死後、体を壊したマーニーによって全寮制の学校に入れられたが、子供心から母に捨てられたと思い、そのことを恨んで成人後に家を飛び出した。やがて結婚し、杏奈を授かるが、冬の時期に交通事故で夫とともに命を落とした。

### スタッフ
実写映画作品で美術監督を担当してきた種田陽平が初めてアニメの美術監督として参加。『もののけ姫』『千と千尋の神隠し』の作画監督だった安藤雅司が13年ぶりにジブリ作品に参画（実際は2013年に『かぐや姫の物語』に作画で参画している）し、作画監督を務める（脚本も担当）。脚本は『借りぐらしのアリエッティ』などで（共同も含め）脚本を手がけた丹羽圭子が参加している。音楽は村松崇継が担当。そのほか、プロデューサー見習いとして川上量生が、協力として三浦しをんらが、製作担当として奥田誠治、藤巻直哉らが参画している。また、主題歌は、プリシラ・アーンの「Fine On The Outside」となった。
- 原作 - ジョーン・G・ロビンソン[8]
- 脚本 - 丹羽圭子、安藤雅司、米林宏昌[8]
- 監督 - 米林宏昌[8]
- 製作 - 鈴木敏夫[8]
- 音楽 - 村松崇継[8]
- 作画監督 - 安藤雅司[8]
- 美術監督 - 種田陽平[8]
- 色指定 - 加島優生[8]
- 映像演出 - 奥井敦[8]
- 音響演出 - 笠松広司[8]
- 編集 - 松原理恵[8]
- 制作 - 星野康二、スタジオジブリ[8]
- プロデューサー - 西村義明[8]
- 製作(日本テレビ、電通、博報堂DYMP、ディズニー、ディーライツ、東宝、KDDI)

### 主題歌/挿入歌
- プリシラ・アーン「Fine On The Outside」（ヤマハミュージックコミュニケーションズ）
- フランシスコ・タレガ「アルハンブラの思い出」
  - 「わたしたちも踊りましょう！」 編曲 - 村松崇継
  - 思い出のマーニー 編曲 - 村松崇継 / ハミング - 森山良子

### 評価
全米の主要新聞・雑誌に掲載された映画評を集計する専門サイト「ロッテン・トマト」によれば、100件のレビューに基づいて肯定的評価が92％を占め、その平均スコアは7.5/10であった。本サイトにおける批評家のコンセンサスは、「『When Marnie Was There』は、スタジオジブリの最高傑作ほどではないにせよ、お薦めできるだけの映像美と物語美に恵まれている」としている。同様に映画評を集計するサイト「Metacritic」によれば、22人の批評家のレビューに基づいて72点のスコアを獲得し、これは「概ね好評である」ことを意味している。

### 受賞歴
| 年   | 賞                         | カテゴリ                     | 対象                         | 結果       |
| ---- | -------------------------- | ---------------------------- | ---------------------------- | ---------- |
| 2015 | 第38回日本アカデミー賞     | 最優秀アニメーション作品賞   |                              | 優秀賞     |
| 2015 | 第32回シカゴ国際子供映画祭 | 最優秀アニメーション作品賞   |                              | 受賞       |
| 2015 | 第9回アジア太平洋映画賞    | 最優秀アニメーション映画賞   |                              | ノミネート |
| 2015 | 第24回日本映画批評家大賞   | アニメーション監督賞         | 米林宏昌                     | 受賞       |
| 2016 | 第43回アニー賞             | 長編インディペンデント作品賞 |                              | ノミネート |
| 2016 | 第43回アニー賞             | 監督賞                       | 米林宏昌                     | ノミネート |
| 2016 | 第43回アニー賞             | 脚本賞                       | 丹羽圭子、安藤雅司、米林宏昌 | ノミネート |
| 2016 | 第88回アカデミー賞         | 長編アニメ映画賞             |                              | ノミネート |

### BD / DVD
2015年3月18日にBD (VWBS-8216) とDVD (VWDZ-8216) が発売された。

### テレビ放送
全て日本テレビの金曜ロードショーでの放送
| 回数 | 放送日        | 放送時間      | 放送分数 | 視聴率 | 備考 |
| ---- | ------------- | ------------- | -------- | ------ | --- |
| 1    | 2015年10月9日 | 21:00 - 23:09 | 129分    | 13.2%  | 地上波初放送 「秋のジブリ」と題して、前週の『ハウルの動く城』とともに放送された。また、オープニングは宮崎駿が製作した2代目が復活し、使用された。 |
| 2    | 2017年7月14日 | 21:00 - 23:04 | 124分    | 09.7%  | 『メアリと魔女の花』公開記念 「2週連続 夏はジブリ」と題して、前週の『借りぐらしのアリエッティ』とともに放送された。                              |
| 3    | 2020年4月3日  | 21:00 - 23:04 | 124分    | 07.6%  | ジブリ作品として前週の『魔女の宅急便』とともに放送された。                                                                                       |
| 4    | 2023年1月13日 | 21:00 - 23:09 | 129分    | 7.3%   | ジブリ作品として前週の『ハウルの動く城』とともに放送された。                                                                                     |

- 視聴率はビデオリサーチ調べ、関東地区・世帯・リアルタイム

| 日本テレビ系列 金曜ロードSHOW! | 日本テレビ系列 金曜ロードSHOW! | 日本テレビ系列 金曜ロードSHOW! |
| 前番組                         | 番組名                         | 次番組                         |
| ------------------------------ | ------------------------------ | ------------------------------ |
| ハウルの動く城 （2015.10.2）   | 思い出のマーニー （2015.10.9） | 96時間/リベンジ （2015.10.16） |

### その他
キャスティング
- 主演の高月彩良、有村架純は、2013年末に合計3日間行われたオーディションにより、約300人の中から選ばれた[48]。西村義明によると、1日目の1人目が有村架純だったそう[49]。
- 男性のサブキャラクター（美術教師、十一、マーニーの父（紳士）、山下医師、町内会役員）には、作品の舞台となった北海道出身の演劇ユニットTEAM NACSのメンバー全員（森崎博之、安田顕、戸次重幸、大泉洋、音尾琢真）が「北海道特別出演」として参加しており、夏祭りとパーティーのシーンでは5人全員が登場している[50][51]。また、上記のサブキャラクター以外でも、5人で20役近くの男性のガヤを担当している[23][52]。
- 湿っ地屋敷のパーティーシーンで、「その話は実に傑作だ」「そうですなぁ」と発言している2人の男性がいる。この声優を務めたのは、当時密着中だった「笑ってコラえて!」のスタッフである[53]。

## 関連商品

### 作品本編に関するもの
出版
- 米林宏昌画集 汚れなき悪戯（復刊ドットコム、2014年6月21日）ISBN 978-4-8354-5085-8
- 思い出のマーニー ビジュアルガイド（角川書店、2014年7月19日）ISBN 978-4-04-101978-8
- 思い出のマーニー（ジス・イズ・アニメーション）（小学館、2014年7月19日）ISBN 978-4-09-103823-4
- THE ART OF When Marnie Was There 思い出のマーニー（徳間書店、2014年7月31日）ISBN 978-4-19-810017-9
- 思い出のマーニー×種田陽平展 オフィシャルガイド（角川書店、2014年8月1日）ISBN 978-4-04-101977-1
- ジブリの世界を創る（種田陽平、角川oneテーマ新書）（2014年8月1日）ISBN 978-4-04-102077-7
- MOE（モエ）2014年9月号（白泉社、2014年8月2日）
- 思い出のマーニー（スタジオジブリ絵コンテ全集21）（徳間書店、スタジオジブリ、2014年8月9日）ISBN 978-4-19-863835-1
- 思い出のマーニー（ロマンアルバム）（徳間書店、2014年8月11日）ISBN 978-4-19-720396-3
- 思い出のマーニー―フィルムコミック（上）（徳間書店、2014年8月22日）ISBN 978-4-19-770166-7
- 思い出のマーニー―フィルムコミック（下）（徳間書店、2014年9月19日）ISBN 978-4-19-770167-4
- 思い出のマーニー（徳間アニメ絵本、徳間書店、2014年8月29日）ISBN 978-4-19-863834-4
- 思い出のマーニー（ジブリの教科書20）（スタジオジブリ編、文藝春秋〈文春ジブリ文庫〉、2017年7月6日）ISBN 978-4-16-812019-0

音楽
- 思い出のマーニー　サントラ音楽集 徳間ジャパンコミュニケーションズ（2014年7月16日）TKCA-74120
- あなたのことが大すき。／プリシラ・アーン ヤマハミュージックコミュニケーションズ （2014年7月16日）YCCW-10235

## 脚註

### 註釈
1. ↑  原文では'ordinary' faceと表記されており、岩波書店版と角川文庫版では「ふつうの顔」と訳されているが、新潮版では「つまらなそうな顔」と訳されている。
2. ↑  角川版ではアマリンボという名に意訳されている。
3. ↑  河合の著書『子どもの本を読む』（光村図書出版ほか）からの再録。
4. ↑  和彦が比較的そのポジションに近いが「現在」の登場人物ではなく、台詞も無いため、主役級の男性キャラという立場には当てはまらない。
5. ↑  米林宏昌によるイメージスケッチ完成後、美術監督の種田陽平によって、函館市旧イギリス領事館など北海道にある洋館のデザインが取り入れられるなどして大幅に手が加えられ、最終的なデザインとなった。なお制作に影響を与えたかどうかは定かでないが、睡鳩荘の元家主は、妻が日本人（朝吹登水子）で夫がヨーロッパ人（アルベール・アルゴー）であり、劇中の設定と共通している。さらに睡鳩荘のある軽井沢もまた、「（夏の）転地療養」「外国人別荘」など、原作や本作と文化的に共通点がある。
6. ↑  浜中駅がモデルと考えられている。[要出典]
7. 1 2  公式サイトや劇中でのテロップでは名前のみ表記されているが、苗字は自宅の表札および大岩夫妻らへの挨拶などで判る。
8. ↑  回想で幼い杏奈が晩年のマーニーから同じヘアピンを貰っている描写があるが、形見なのかは不明。
9. ↑  実際、杏奈は結局親戚の誰にも受け入れてもらえず、佐々木夫妻の養子になるまでは養護施設に入れられていたらしい描写がある。
10. ↑  序盤の写生で公園を描いていた絵でも誰一人描かれておらず、唯一描いていた滑り台の子供の事も消しゴムで消していた。
11. ↑  もっともそのお金は生活費…なにより杏奈の養育のために使われており、やましい理由等は全くなかったのだが、家族や親戚から『捨てられた』当人からすればそう簡単に済ませられる問題ではない為、割り切ることが出来なかった。
12. ↑  頼子自身は杏奈に気づかれたことを知らず、血の繋がりがないせいだと思っている。
13. ↑  東京でヨガの講師をしているとのこと。
14. ↑  話の流れを左右する重要な人物の1人であるが、ストーリーの都合上、ネタバレに繋がる恐れがあるため、公式サイトには紹介欄が無い。
15. ↑  エンディングテロップでは声優の名前しかクレジットされておらず、公式サイトにも紹介欄がないため、演じた声優は不明。
16. ↑  信子から杏奈がカッターをちらつかせていたと怒鳴っていたが、当人は鉛筆を削るために持っていただけなので、悪口を言われた信子が誇張して言った可能性がある。
17. ↑  マーニーの髪をブラシで力強く漉くのもその行為のうちの一つだった